# 1876 في ألمانيا
فيما يلي قوائم الأحداث التي وقعت خلال عام 1876 في ألمانيا.

## ظهور
- 1 يناير – كولنر شتات أنتسايقر

## مواليد

### يناير
- 2 يناير – إرنست بارلاخ
- 3 يناير – فيلهلم بيك سياسي ألماني.[1]
- 5 يناير – كونراد أديناور المستشار الأول لجمهورية ألمانيا الاتحادية (1949-1963).[2]
- 18 يناير – إلسا أينشتاين زوجة ألبرت أينشتاين.[3]
- 23 يناير – أوتو ديلز كيميائي ألماني.[4]

### فبراير
- 8 فبراير – باولا مودرزون-بيكر فنانة ألمانية.[5]

### مارس
- 29 مارس – فريدريش تارون لاعب كرة مضرب ألماني.

### أبريل
- 7 أبريل – كاميلو كارل شنايدر مهندس معماري نمساوي.
- 24 أبريل – إريش رايدر ضابط بحري ألماني.[6]

### مايو
- 18 مايو – هرمان مولر[7]
- 23 مايو – فريدريش كارل يوهان عالم نبات ألماني.

### يوليو
- 2 يوليو – فيلهلم كونو سياسي ألماني.[8]
- 3 يوليو – روبرت كنود فريدريش بيلجر عالم نبات ألماني.[9]
- 25 يوليو – إليزابيث ملكة بلجيكا[10]

### أغسطس
- 14 أغسطس – إرنست واغنر فيزيائي ألماني.
- 28 أغسطس – هاينريش فولفجانج زايدل كاتب ألماني.

### سبتمبر
- 5 سبتمبر – فيلهلم ريتر فون ليب عسكري ألماني.[11]

### أكتوبر
- 11 أكتوبر – جيرترد فون لي فورت كاتبة ألمانية.[12]
- 22 أكتوبر – كارل آدم[13]

### نوفمبر
- 26 نوفمبر – إرنست مونش عالم نبات ألماني.

### ديسمبر
- 6 ديسمبر – فريد دوسنبرغ[14]
- 16 ديسمبر – رودولف سيلدرايرس لاعب كرة قدم بلجيكي.
- 25 ديسمبر – أدولف فينداوس كيميائي ألماني.[15]
- 29 ديسمبر – أدولف ويبر عالم اقتصاد ألماني.[16]

## وفيات

### يناير
- 4 يناير – يوليوس فون مول (مواليد 1800)[17][17]

### مايو
- 8 مايو – كارل ويلهلم غوتليب ليوبولد (مواليد 1821)
- 20 مايو – يوهان هاينريش كالتنباش (مواليد 1807)

### يونيو
- 3 يونيو – مارتن هوغ (مواليد 1827)[18]
- 10 يونيو – بيترمن (مواليد 1801)

### يوليو
- 4 يناير – يوليوس فون مول (مواليد 1800)[17][17]

### ديسمبر
- 30 ديسمبر – فريدريش ويلهلم شولتز (مواليد 1804)